# Agamèmnon (Èsquil)

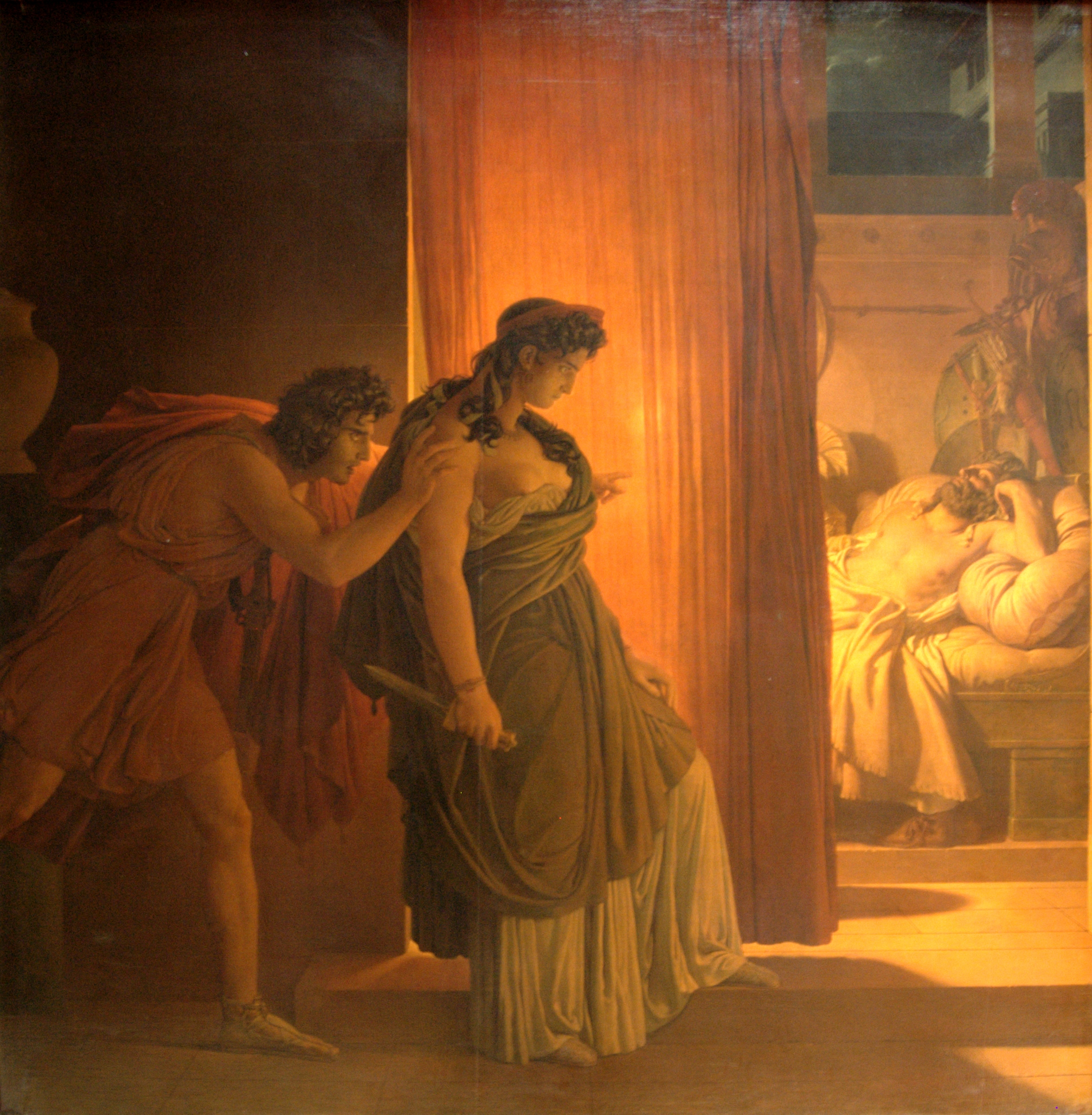
Clitemnestra dubte abans de matar Agamèmnon adormit. Al seu costat, Egist l'anima a que ho executi. 1817, obra de Pierre-Narcisse Guérin.

Agamèmnon és la primera obra de la trilogia de l'Orestea, d'Èsquil, que va ser representada l'any 458 aC.

## Argument
sÈsquil narra en aquesta tragèdia la tornada d'Agamèmnon, rei de Micenes (encara que se l'anomena rei d'Argos, i aquí Argos es refereix al Peloponès i no a la ciutat d'Argos), de la guerra de Troia només per trobar la mort. Esperant-lo a casa està la seva esposa, Clitemnestra, qui s'ha plantejat la mort d'ell en venjança pel sacrifici de la seva filla, Ifigenia. Més encara, durant els deu anys que ha durat l'absència d'Agamèmnon, Clitemnestra ha establert una relació adúltera amb Egist, cosí d'Agamèmnon i descendent d'una branca desheretada de la família, que està decidit a recuperar el tron que creu que legalment és seu.
L'obra comença de nit, quan tothom espera el retorn dels herois que han vençut Paris i els troians, els violadors de les lleis d'hospitalitat. La deessa Àrtemis havia predit a Agamèmnon la victòria, però la mort d'innocents que el rei duria a terme no li seria grata. Arriba un herald davant de Clitemnestra anunciant la victòria dels grecs, i ella pensa amb els saqueigs de Troia, la mort dels innocents, que com la seva filla Ifigènia han caigut a mans del seu marit, i la destrucció dels temples. Arriba Agamèmnon amb tota la seva majestat i Clitemnestra el fa entrar al palau amb tota pompa "trepitjant púrpura". Cassandra denuncia els assassinats del rei i anuncia la venjança de Troia. Clitemnestra degolla Agamèmnon, orgullosa d'haver venjat la seva filla, i perquè el pare criminal ha pagat la seva culpa. Els ancians del cor l'acusen d'haver-lo matat per amor a Egist, i acusen també Egist d'incitador del crim. L'obra acaba aquí, donant peu a l'inici de la següent part de la trilogia, Les Coèfores.

## Personatges
Per ordre d'aparició:
- Vigia
- Cor d'ancians argius
- Missatger
- Clitemnestra
- Herald
- Agamèmnon
- Cassandra
- Egist.